# Longitarsus cedarbergensis
Longitarsus cedarbergensis Biondi, 1999 è un coleottero appartenente alla famiglia Chrysomelidae.

## Etimologia
Il nome proprio della specie deriva dalla zona di rinvenimento degli esemplari: la Cederberg Wilderness Nature Reserve (nella pubblicazione riportato con lo spelling inglese di Cedarberg Area).

## Caratteristiche
Le seguenti caratteristiche morfologiche contraddistinguono i due gruppi nell'ambito del genere e sono utili ai fini di una precisa identificazione anche nell'ambito del singolo gruppo:
1. il capo ha la parte apicale punteggiata e la parte frontale con alcune forature presenti lungo le scanalature;
2. le elitre all'apice sono subtroncate o ampiamente arrotondate in modo indipendente;
3. il callo omerale è sempre assente nel capensis group, mentre è raramente sviluppato nell'anchusae group;
4. le ali posteriori sono di dimensioni ridotte (le specie del capensis group sono subattere; le specie dell'anchusae group sono brachittere, subbrachittere o macroptere)
5. la spermateca è grande (generalmente più di 0,30mm) con condotti spesso di forma arcuata, di solito non arrotolati;
6. il lobo mediano dell'edeago è ampiamente sclerotizzato e nella parte mediana apicale ha un piccolo dente e un solco ventrale chiaramente visibile;
7. le elitre sono ricoperte da una fitta punteggiatura senza segni di striature anche nella zona suturale[1].

## Distribuzione
L'olotipo maschile è stato reperito in Sudafrica: all'interno della Cederberg Wilderness Nature Reserve e sulla strada che passa dalla cittadina di Clanwilliam al Pakhuis Pass, località situate entrambe nella Provincia del Capo Occidentale.

## Habitat
E in stretta associazione con piante della famiglia Boraginaceae, caratteristica che ha in comune con i Longitarsus appartenenti al L. anchusae group.

### Piante ospiti
- Lobostemon cf. dorotheae M.H. Buys

## Tassonomia
Appartiene al Longitarsus capensis group, diffuso nell'area dell'Africa meridionale. Tale gruppo mostra molte somiglianze morfologiche il Longitarsus anchusae group, a diffusione prevalentemente mediterranea.
Al 2015 non sono note sottospecie.